# العلاقات الباكستانية الكورية الشمالية
العلاقات الباكستانية الكورية الشمالية هي العلاقات الثنائية التي تجمع بين باكستان وكوريا الشمالية.

## مقارنة بين البلدين
هذه مقارنة عامة ومرجعية للدولتين:
| وجه المقارنة                                              | باكستان                     | كوريا الشمالية                        |
| --------------------------------------------------------- | --------------------------- | ------------------------------------- |
| المساحة (كم2)                                             | 881.91 ألف                  | 120.54 ألف                            |
| عدد السكان (نسمة)                                         | 197.02 مليون                | 25.49 مليون                           |
| الكثافة السكانية (ن./كم²)                                 | 223.4                       | 211.47                                |
| العاصمة                                                   | إسلام آباد                  | بيونغيانغ                             |
| اللغة الرسمية                                             | لغة إنجليزية، اللغة الأردية | لغة كوريا الشمالية القياسية ‏          |
| العملة                                                    | روبية باكستانية             | وون كوري شمالي                        |
| الناتج المحلي الإجمالي (بليون دولار)                      | 304.95 مليار                |                                       |
| الناتج المحلي الإجمالي (تعادل القوة الشرائية) بليون دولار | 946.67 مليار                |                                       |
| الناتج المحلي الإجمالي الاسمي للفرد دولار أمريكي          | 1.43 ألف                    |                                       |
| الناتج المحلي الإجمالي للفرد دولار أمريكي                 | 4.81 ألف                    |                                       |
| مؤشر التنمية البشرية                                      | 0.538                       |                                       |
| رمز المكالمات الدولي                                      | +92                         | +850                                  |
| رمز الإنترنت                                              | .pk                         | .kp                                   |
| المنطقة الزمنية                                           | ت ع م+05:00                 | ت ع م+08:30، ت ع م+08:30، ت ع م+09:00 |

## منظمات دولية مشتركة
يشترك البلدان في عضوية مجموعة من المنظمات الدولية، منها:
| علم المنظمة | اسم المنظمة                   | تاريخ انضمام باكستان | تاريخ انضمام كوريا الشمالية |
| ----------- | ----------------------------- | -------------------- | --------------------------- |
|             | يونسكو                        | 14 سبتمبر 1949       | 18 أكتوبر 1974              |
|             | الاتحاد البريدي العالمي       | ?                    | ?                           |
|             | الاتحاد الدولي للاتصالات      | 26 أغسطس 1947        | ?                           |
|             | الأمم المتحدة                 | 30 سبتمبر 1947       | 17 سبتمبر 1991              |
|             | المنظمة الهيدروغرافية الدولية | ?                    | ?                           |
|             | منتدى آسيان الإقليمي ‏         | ?                    | ?                           |

## وصلات خارجية
- موقع وزارة الخارجية الباكستانية
- موقع وزارة الخارجية الكورية الشمالية